# École supérieure des arts appliqués et du textile
L’École supérieure des arts appliqués et du textile (ESAAT) située à Roubaix (Nord) est l'établissement public de l’Académie de Lille consacré aux arts appliqués et au design. Elle est l'une des 28 formations reconnues du Réseau des écoles françaises de cinéma d’animation (RECA).

## Présentation
Elle est l'héritière de l'École des arts industriels créée en 1889 et du lycée technique ayant ouvert en 1973 autour des arts appliqués et du textile. L’école accueille actuellement près de 280 lycéens et plus de 450 étudiants encadrés par 80 enseignants et 15 intervenants professionnels. Elle dispose de bâtiments à l'architecture moderne, conçus par Gilles Neveux en 1991. Ceux-ci répondent à l'ensemble des contraintes pédagogiques grâce aux nombreux ateliers, salles de cours et lieux de vie. Elle dispense de nombreuses formations en arts appliqués et textiles. Les principales formations sont des DN MADe (Diplôme National des Métiers d'Arts et du Design, diplôme en trois ans de niveau licence), des DSAA (Diplôme supérieur des arts appliqués) et une formation professionnalisante (en alternance) post-DN MADe en Cinéma d'animation .

## Formations post-bac
- DN MADe, mention Design Espace : Espaces habités ou Espaces partagés
- DN MADe, mention Design Textile : Textile, couleur/matière ou Textile/Dessin/Motif
- DN MADe, mention Design Produit : Design et société ou Design et matériaux
- DN MADe, mention Design Evènement : Scénographie culturelle ou Design d'évènements commerciaux
- DN MADe, mention Design Graphique : Edition multisupports et Supports connectés
- DN MADe, mention Cinéma d'Animation
- Formation professionnalisante post-DN MADe Cinéma d'Animation 2D (en alternance)
- DSAA, spécialité design, mention espace
- DSAA, spécialité design, mention graphisme
- DSAA, spécialité design, mention mode
- DSAA, spécialité design, mention produit

## Anciens élèves
- Michaël Baigneaux
- Gilles Cuvelier, réalisateur d'animation
- Bastien Dubois, réalisateur de films d'animation
- Florian Guzek
- Mig (David Laurent), auteur de bande dessinée
- Nadège Loiseau
- Jul' Maroh, auteur de bande dessinée
- Pozla (Rémi Zaarour), auteur de bande dessinée
- Amélie Fléchais, autrice de bande dessinée